# Bonnevaux, Doubs
Bonnevaux är en kommun i departementet Doubs i regionen Bourgogne-Franche-Comté i östra Frankrike. Kommunen ligger i kantonen Mouthe som tillhör arrondissementet Pontarlier. År 2022 hade Bonnevaux 420 invånare.

## Befolkningsutveckling
Antalet invånare i kommunen Bonnevaux
Referens:INSEE